# Hans-Georg Mey
Hans-Georg Mey (* 12. Dezember 1924 in  Insterburg; † 30. Oktober 2010 in Bremen) war ein deutscher Vollzugspsychologe und Kriminologe.

## Leben
Mey wuchs als Sohn eines Dorfschullehrers in Szarken, Ostpreußen, heute Russland (Oblast Kaliningrad) auf. Aus Fronteinsätzen im Zweiten Weltkrieg kehrte er mit einer schweren Schädelverletzung und einer Tuberkulose-Erkrankung zurück. Erst nach langwieriger Behandlung konnte er 1947 ein Studium der Psychologie an der Technischen Hochschule Braunschweig aufnehmen, das er 1952 als Diplompsychologe abschloss. Anschließend wurde er bei Elisabeth Müller-Luckmann promoviert.
Nach Abschluss seines Studiums erhielt er eine Anstellung als Anstaltspsychologe an der Justizvollzugsanstalt Vechta (Niedersachsen). Im Jahre 1958 wechselte er zu der damals von Edgar Selge sen. geleiteten Jugendstrafanstalt Herford (Nordrhein-Westfalen), wo er vor allem für das Einweisungsverfahren zuständig war. In der Autobiographie des Schauspielers Edgar Selge jun. („Hast du uns endlich gefunden“) wird er gelegentlich als der „Anstaltspsychologe“ erwähnt, z. B. als er über weihnachtliche Rituale spottet.
Im Jahre 1977 wurde Mey Fachdezernent für Psychologie am – inzwischen aufgelösten – Justizvollzugsamt Westfalen-Lippe in Hamm; hier oblag ihm die Auswahl und Einstellung der Psychologen sowie die Fachaufsicht über diese und über die Sozialtherapeutische Anstalt Gelsenkirchen. Bis zu seiner Pensionierung Ende 1989 leitete er die Arbeitsgruppe Kriminologischer Dienst, aus der sich der heutige Kriminologische Dienst des Landes Nordrhein-Westfalen entwickelte. Ferner gehörte er der Jugendstrafvollzugskommission an, deren Schlussbericht im Jahre 1980 vorgelegt wurde. Wissenschaftlich ist Mey durch empirische Untersuchungen zum Rückfall von Straffälligen hervorgetreten sowie durch Beiträge zu Kriminalprognose und durch seine Mitarbeit an einem Kommentar zum Strafvollzugsgesetz.
Mey starb 2010 nach langer Erkrankung in Bremen.

## Veröffentlichungen (Auswahl)
- Triebdiagnostische Untersuchungen von jugendlichen und heranwachsenden Kriminellen.  1958.
- Prognostische Beurteilung des Rechtsbrechers: die deutsche Forschung. In: Udo Undeutsch (Hrsg.) Handbuch der Psychologie. Göttingen 1967.
- (mit K. H. Baumann und W. Maetze): Rückfall nach Strafvollzug. In: Monatsschrift für Kriminologie und Strafrechtsreform, 1983, S. 133–148.
- Kerner, Hans-Jürgen, Gabriele Dolde und Hans-Georg Mey (Hrsg.): Jugendstrafvollzug und Bewährung. Analysen zum Vollzugsverlauf und zur Rückfallentwicklung. Forum Verlag Godesberg, Mönchengladbach 1996.

Mey war beteiligt am Kommentar zum Strafvollzugsgesetz. Hrsg. Hans-Dieter Schwind und Alexander Böhm. De Gruyter, Berlin, mehrere Auflagen. ISBN 978-3-89949-625-3